# 硒酸
硒酸是一种无机酸，化学式为H2SeO4。它是硒的含氧酸，它的结构可以更准确地被描述为(HO)2SeO2。
根据价层电子对互斥理论的推测，中心的硒是四面体的，其中Se-O键长为161pm。它在固态为斜方晶系的晶体。

## 制备
由于三氧化硒的不稳定性，不像三氧化硫溶于水生成硫酸，通过在水中溶解三氧化硒得到硒酸是不切实际的。相反地，硒酸必须通过氧化低价态的硒化合物来制取。
制备硒酸的方法之一就是用过氧化氢氧化二氧化硒：
SeO2 + H2O2 → H2SeO4
无水硒酸被公认为晶体，它可以由硒酸的溶液在140°C (413 K; 284 °F)温度下真空蒸发。
硒酸也可以通过亚硒酸(H2SeO3)被卤素（如氯气或溴）或高锰酸钾氧化制取。然而，用氯气或者溴作为氧化剂会产生盐酸或者氢溴酸作为副产物，它们需要从溶液中去除，因为它们可以将硒酸还原成亚硒酸。
另一种制备硒酸的方法是将单质硒在水中的悬浊液用氯气氧化：
Se + 4 H2O + 3 Cl2 → H2SeO4 + 6 HCl

## 化学性质
类似硫酸，硒酸是一种强酸，有吸湿性，在水中溶解度很强。其浓溶液是粘稠的。已知硒酸有一水合物和二水合物。一水合物的熔点在26°C，而二水合物的熔点在−51.7°C。
硒酸的氧化性比硫酸强，50%硒酸能将氯离子氧化成氯气，而自身被还原成亚硒酸或二氧化硒（但氯气能够将稀亚硒酸氧化为硒酸）：
H2SeO4 + 2 H+ + 2 Cl− → H2SeO3 + H2O + Cl2
硒酸在200°C以上分解，放出氧气，自身被还原成亚硒酸：
2 H2SeO4 → 2 H2SeO3 + O2
硒酸可以和钡盐反应生成沉淀BaSeO4，沉淀和硫酸钡的性质类似。总体上说，硒酸盐和硫酸盐的性质相似，但是在水中的溶解性更好。许多硒酸盐有相同的、和硫酸盐一致的晶体结构。
用氟磺酸处理硒酸得到硒酰氟（沸点 −8.4 °C）：
H2SeO4 + 2 HSO3F → SeO2F2 + 2 H2SO4
热的浓硒酸可以溶解单质金，产生红黄色的硒酸金(III)：
2 Au + 6 H2SeO4 → Au2(SeO4)3 + 3 H2SeO3 + 3 H2O
后来，人们发现这种红黄色的物质其实是Au2(SeO3)2(SeO4)，其中硒的价态被IR和NMR确定。因此，其反应方程式应该为：
2 Au + 4 H2SeO4(浓) → Au2(SeO3)2(SeO4) + H2SeO3 + 3 H2O
同时也能溶解铜、银等单质，生成相应的硒酸盐。热硒酸与浓盐酸的混合液像王水一样，能溶解铂。